# Огаста (Канзас)
Огаста (англ. Augusta) — місто (англ. city) в США, в окрузі Батлер штату Канзас. Населення — 9256 осіб (2020).

## Географія
Огаста розташована за координатами 37°41′53″ пн. ш. 96°58′23″ зх. д. / 37.69806° пн. ш. 96.97306° зх. д. (37.698016, -96.973160).  За даними Бюро перепису населення США в 2010 році місто мало площу 12,32 км², з яких 10,96 км² — суходіл та 1,35 км² — водойми.

## Демографія
Згідно з переписом 2010 року, у місті мешкали 9274 особи в 3669 домогосподарствах у складі 2448 родин. Густота населення становила 753 особи/км².  Було 3951 помешкання (321/км²).
Расовий склад населення:
| - 94,2 % — білих - 1,3 % — корінних американців - 0,6 % — азіатів - 0,4 % — чорних або афроамериканців - 0,1 % — вихідців з тихоокеанських островів - 1,1 % — осіб інших рас |

До двох чи більше рас належало 2,3 %. Частка іспаномовних становила 4,0 % від усіх жителів.
За віковим діапазоном населення розподілялося таким чином: 27,9 % — особи молодші 18 років, 56,5 % — особи у віці 18—64 років, 15,6 % — особи у віці 65 років та старші. Медіана віку мешканця становила 35,7 року. На 100 осіб жіночої статі у місті припадало 89,5 чоловіків;  на 100 жінок у віці від 18 років та старших — 84,7 чоловіків також старших 18 років.
Середній дохід на одне домашнє господарство  становив 57 722 долари США (медіана — 46 270), а середній дохід на одну сім'ю — 72 245 доларів (медіана — 58 807). Медіана доходів становила 46 788 доларів для чоловіків та 37 003 долари для жінок. За межею бідності перебувало 15,1 % осіб, у тому числі 22,6 % дітей у віці до 18 років та 11,5 % осіб у віці 65 років та старших.
Цивільне працевлаштоване населення становило 4212 особи. Основні галузі зайнятості: освіта, охорона здоров'я та соціальна допомога — 28,7 %, виробництво — 15,5 %, роздрібна торгівля — 14,8 %.